# Robert Pfarr
Robert Pfarr (24 de julho de 1920 — 15 de outubro de 2006) foi um ciclista olímpico estadunidense. Representou sua nação nos Jogos Olímpicos de Verão de 1960.